# Амебијаза плућа
Амебијаза плућа или плеуропулмонална амебијаза  је паразитска инфекција коју изазива протозоа Entamoeba histolytica (једина патогена врста за људе).  Амебијаза у плућном или плеуралном ткиву је друга најчешћа локализација екстраинтестиналне амебијазе након хепатичног апсцеса изазваног амебијазом.
У већини случајева инфекције су симптоматске мада се болест клинички може манифестовати као цревна болест или ретко као екстраинтестинална инвазија у облику апсцеса јетре, плеуропулмоналне, срчане или мождане болести. 
Плућна амебијаза се може заменити са карциномом бронха, плућном туберкулозом или апсцесом плућа. Амебицидни лекови су од примарног значаја у лечењу овог стања. Одговор на лечење је генерално задовољавајући, јер амебе изазивају малу реакцију ткива у плеури и плућима.

## Епидемиологија
Док је већина инфекција асимптоматска, болест се може клинички манифестовати као амебна дизентерија и/или екстраинтестинална инвазија у облику амебног апсцеса јетре или других ређих манифестација као што су амебијаза плућа, срца или мозга.  Погађа око 12% светске популације, а 50% случајева долази из тропских региона као што су Мексико, Бангладеш, Индија и Индонезија. 2 
Плеуропулмонална амебијаза погађа 2%-3% пацијената, са стопом морталитета од 5-16%.   Најчешће су захваћени доњи и медијални режњеви десног плућа, која обично настаје услед руптуре амебног апсцеса јетре у плеурални простор.
Амебијаза која се јавља широм света, према проценама код око 40 до 50 милиона људи годишње развије колитис или ванцревну болест са 40.000 смртних случајева. Преваленција је непропорционално повећана у земљама у развоју због лоших социоекономских услова и нивоа санитарних услова. 

## Етиологија
Entamoeba врсте се сматрају хуманим паразитом који је носилац великог епидемиолошког оптерећења цревним протозоалним инфекцијама широм света. Најважнији патоген у поменутом роду Entamoeba histolytica, испољава различите облике инвазивног понашања у развијеним, у поређењу са сиромашним друштвима. Масовно присуство амебне инфестације међу народима тропског климата као и присуство генетски вирулентнијих сојева Entamoeba доприносе ризицима хематогеног расејања у удаљена ткива.   
Амебни апсцес јетре изазван Entamoeba histolytica може се манифестовати примарним плућним симптомима. Овај процес болести се може лако помешати са чешћим плућним поремећајима и скоро увек је повезан са лезијом на десној страни која се види на радиографији грудног коша. Тачна дијагноза се сугерише анамнезом потенцијалног излагања заједно са одговарајућим абдоминалним налазима. 
Амебом, као једна од могућих презентација инфекције је посебна формација настала грануломатозном реакцијом на антигене паразита, у зиду колона, по типу целуларне касне преосетљивости, у покушају имуног система да ограничи ширење клице. Понекад се испољава формирањем псеудотуморске масе у абдомену у чијем се центру налази активна тињајућа инфекција са ниском вероватноћом пропагације на околину. Мада редак, значајан је из истог разлога као и амебоидни апсцес и треба га клинички пажљиво испратити.

### Фактори ризика
Главни узрочни фактори су:
- низак социоекономски статус,
- потхрањеност, има мањи утицај ако није повезана са алкохолизмом
- алкохолизам, јер се сматра да је алкохол важан у етиологији амебног апсцеса јетре, а тиме и плеуропулмоналне амебијазе.
- неадекватна хигијена и санитарни услови.
- имунокомпромитовани  пацијената, као што су они са ХИВ инфекцијом.

## Клиничка слика
Клиничка слика се може испољити дијареалним синдромом, али ће екстраинтестиналне манифестације болести дати болове под десним ребарним луком, или чак знаке плеуралног надражаја и лобарне пнеумоније. У овом случају, сумњу на амебни апсцес јетре је тешко доказати без визуелизационе дијагностике и вођене биопсије ткива. Уколико се искључе други могући узроци обољења јетре, необично је важно благовремено почети са лечењем овог облика болести јер је прогносички веома ризичан. .

## Дијагноза
Поставља се на основу епидемиолошких података (постојање сличних обољења из околине болесника, боравак у суптропским и тропским пределима), клиничке слике и лабораторијских и других испитивања. 
Лабораторијска дијагностика је првенствено усмерена на директну етиолошку потврду паразита из свеже столице или аспирата амебног апцеса, прављењем природног препарата. 
Серолошка дијагноза има мањи значај (пасивна хемаглутинација, имунофлоресценција, ЕЛИСА).

## Терапија
Лечење амебијазе се спроводи у зависности од стадијума и локализације амебијазе. Антимикробна терапија и дренажа су веома битне у лечењу плућне амебијазе.
Колитични облици се лече метронидазолом током десет дана. Артроцин се даје 14 дана, тиберал 5 дана а потом се наставља са јодохинолом 20 дана. Поред овог као лек другог реда могу се давати тетрациклини у комбинацији са дехидроеметином.
Код ванцревне амебијазе првенствено се даје метронидазол 10 дана, а потом се наставља са јодохинолом током 20 дана. 
Дозни режими и путеви примене морају пратити инвазивност саме инфекције. Кључно је да се одвојеним агенсима лече симултано обе форме паразита, цисте и трофозоити. Користан приступ укључује такође оралне тетрациклине чија је главна сврха да смање нормалну сапрофитну цревну бактеријску флору као извор хране за амебе.

## Превенција
У будућности би требало уложити више напора у стварање одговарајућих смерница за примарну здравствену заштиту, посебно у ендемским областима где велики део популације пати од ових инфестација.

## Прогноза
Плућна амебијаза је животно угрожавајућа болест, која је ипак излечива.  